# Rajzás – A pusztítás napja
A Rajzás – A pusztítás napja (eredeti cím: Locusts) 2005-ben bemutatott amerikai televíziós horrorfilm, melyet David Jackson rendezett. A főbb szerepekben Lucy Lawless, John Heard, Dylan Neal és Gregory Alan Williams látható.
Az Amerikai Egyesült Államokban 2005. április 24-én tűzte először műsorra a CBS.

## Rövid bevezető
Az USA mezőgazdasági minisztériumának virginiai kutatólaborjában az egyik munkatársat, Ginát sáskák támadják meg. Washingtonban Maddy Rierdon telefonhívást kap asszisztensétől, Viviantől. Megtudja, hogy bejárási tilalmat rendeltek el az intézetben, de az ott végzett kutatásokat titkosították. Maddy úgy dönt, a helyszínre utazik, feldühítve barátját, Dant, aki elhanyagolva érzi magát és munkamániásnak tartja barátnőjét. A C-12 laborban Dr. Peter Axelrod, Maddy egykori professzora végez kutatásokat. Mint kiderül, Dr. Peter Axelrod sikeresen keresztezett egymással két sáskafajt, létrehozva egy új, agresszív hibridfajt. A faj példányai nem csupán nagyon gyors regenerálódásra és szaporodásra képesek, de ellenállnak a DDT-nek és az emberre is veszélyesek. A felelőtlen kísérlet elborzasztja Maddyt, vonakodva elbocsátja Axelrodot és elrendeli a rovarok megsemmisítését. Az irtásért felelős szakember azonban véletlenül a mosdókagylóba ejti a mintaként eltett példányokat tartalmazó tégelyt és több sáska el tud szökni az épületből. Maddy késve ér haza és Dan szakít vele.
A hadsereg biológiai fegyverként akarja felhasználni a rovarokat, de azok elszabadulnak és egyre több helyen bukkannak fel. Pittsburgh városát hamarosan ellepik a veszedelmes rovarok.

## Szereplők
- Lucy Lawless – Dr. Maddy Rierdon
- Dylan Neal – Dr. Dan Dryer
- John Heard – Dr. Peter Axelrod
- Gregory Alan Williams – Miller tábornok
- Mike Farrell – Lyle Rierdon
- Natalija Nogulich – Lorelei Wentworth
- Mike Gomez – Morales titkár

## Kritikai visszhang
A Wisconsin State Journal újságcikke szimplán „rossznak” nevezte a filmet. A Newsday kritikusa optimistább volt és megjegyezte: az 1970-es évek óta végre ismét készült sáskákkal kapcsolatos film.

## Fordítás
- Ez a szócikk részben vagy egészben  a   Locusts (2005 film) című angol Wikipédia-szócikk ezen változatának fordításán alapul.  Az eredeti cikk szerkesztőit annak laptörténete sorolja fel. Ez a jelzés csupán a megfogalmazás eredetét és a szerzői jogokat jelzi, nem szolgál a cikkben szereplő információk forrásmegjelöléseként.